# تورکه لمبرشتس

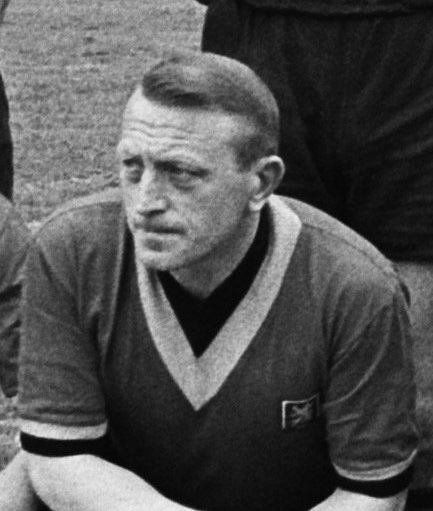
تورکه لمبرشتس

تورکه لمبرشتس (به انگلیسی: Torreke Lemberechts) بازیکن فوتبال اهل بلژیک و عضو تیم ملی فوتبال بلژیک است که در تاریخ ۱۳ مه ۱۹۴۵ میلادی اولین بازی ملی‌اش را مقابل تیم ملی فوتبال لوکزامبورگ انجام داد. او در ۴۲ بازی ملی حضور داشت و جمعاً ۳۷۸۰ دقیقه برای تیم ملی فوتبال بلژیک به میدان رفت. تورکه لمبرشتس آخرین بازی ملی خود را در تاریخ ۱۹ ژانویه ۱۹۵۵ میلادی در برابر تیم ملی فوتبال ایتالیا انجام داد. وی در بازی‌های ملی‌اش ۱۴ گل به ثمر رساند.